# Rāwatsār
Rāwatsār är en ort i Indien.   Den ligger i distriktet Hanumangarh och delstaten Rajasthan, i den nordvästra delen av landet, 280 km väster om huvudstaden New Delhi. Rāwatsār ligger 182 meter över havet och antalet invånare är 31 016.
Terrängen runt Rāwatsār är mycket platt. Runt Rāwatsār är det ganska tätbefolkat, med 78 invånare per kvadratkilometer. Trakten runt Rāwatsār består till största delen av jordbruksmark.